# الشمة (السياني)

تعديل مصدري - تعديل

الشمة محلة تابعة لقرية عدن الاشلوح، التابعة لعزلة الدامغ بمديرية السياني إحدى مديريات محافظة إب في الجمهورية اليمنية.، بلغ تعداد سكانها 258 حسب تعداد اليمن لعام 2004.